# 말리와 나
《말리와 나》(영어: Marley & Me)는 미국에서 제작된 데이비드 프랭클 감독의 2008년 코미디 드라마 영화이다. 오언 윌슨, 제니퍼 애니스턴 등이 출연하였고, 캐런 로즌펠트 등이 제작에 참여하였다. 존 그로건이 2005년에 펴낸 동명의 자전 소설이 이 영화의 원작이다. 이 영화는 2008년 12월 25일 캐나다와 미국에서 동시 개봉했다. 2011년 프리퀄 비디오 영화 《Marley & Me: The Puppy Years》가 출시되었다.

## 줄거리
아기를 가지려고 계획 중인 신문 기자 신혼 부부는 먼저 개부터 길러보며 아이를 키울 준비가 됐는지 알아보라는 동료의 제안으로 래브라도 리트리버 강아지 한 마리를 집 안에 들이고 밥 말리에게서 따온 말리라는 이름을 지어준다. 곧 말리는 구제 불능의 사고뭉치로 판명나지만 아이들이 태어난 후에도 희노애락을 함께 하는, 없어서는 안 될 가족 구성원이 된다.

## 출연
- 오언 윌슨 - 존 그로건 역
- 제니퍼 애니스턴 - 제니퍼 "제니" 그로건 역
- 에릭 데인 - 서배스천 터니 역
- 앨런 아킨 - 아니 클라인 역
- 헤일리 허드슨 - 데비 역
- 헤일리 베넷 - 리사 역
- 캐슬린 터너 - 콘블룻 씨 역
- 앤 다우드 - 플랫 수의사 역
- 네이선 갬블 - 패트릭 그로건 (10살) 역
  - 브라이스 로빈슨 - 패트릭 그로건 (7살) 역
- 핀리 제이컵슨 - 코너 그로건 (8살) 역
  - 벤 하일런드 - 코너 그로건 (5살) 역
- 루시 메리엄 - 콜린 그로건 (5살) 역
- 클라크 피터스 - 편집자 역

## 기타 제작진
- 총괄 제작: 아넌 밀천
- 배역: 마저리 심킨
- 미술: 스튜어트 워츨
- 세트: 힐턴 로즈머린
- 의상: 신디 에번스